# Wolfgang Trees
Wolfgang Trees (* 1942 in Koblenz; † 30. Januar 2009 in Aachen) war ein deutscher Journalist und Redakteur bei mehreren Tageszeitungen sowie Heimatautor und selbständiger Verleger.

## Leben und Wirken
Trees wurde in Koblenz als Sohn eines Arztes geboren und wuchs in Aachen auf, wo er seine Schulzeit am Kaiser-Karls-Gymnasium absolvierte. Dort entdeckte er schon früh seine Leidenschaft für den Journalismus und beteiligte sich an der Erstellung und Herausgabe der hausinternen Schulzeitschrift, aus der dann durch seine Initiative 1962 die erste offizielle Schülerzeitung Der Karlsschüler entstand. Ebenfalls noch als Schüler schrieb er bereits erste Artikel für die Kirchenzeitung des Bistums Aachen. Nach seinem Abitur und seiner Wehrdienstzeit studierte Trees als Stipendiat der Konrad-Adenauer-Stiftung zunächst an der Universität Freiburg im Breisgau und schließlich an der RWTH Aachen Politikwissenschaften bei Klaus Mehnert, Soziologie bei Arnold Gehlen und Psychologie bei Friedrich Steinwachs.
Noch während des  Studiums belegte er ein Volontariat bei der früheren Aachener Volkszeitung, der heutigen Aachener Zeitung, und war hier vor allem für das Ressort Rhein-Maas" zuständig. In dieser Zeit war Trees für ein halbes Jahr zusätzlich Austausch-Journalist bei der niederländischen Tageszeitung Dagblad De Limburger in Maastricht. Nach Abschluss seiner Volontariatszeit wurde er von der Aachener Zeitung als Redakteur übernommen und arbeitete dort bis 1982 als Tourismus-Redakteur für den Bereich Belgien und Niederlande sowie während der letzten neun Jahre dieser Zeit als Chefredakteur. Nebenberuflich blieb er dem Limburger Dagblad treu und übernahm darüber hinaus auch noch eine Tätigkeit als Aachen-Korrespondent für die Pers-Unie, ein 1963 gegründeter Zusammenschluss von acht ausschließlich katholischen niederländischen und belgischen Zeitungen wie beispielsweise De Twentsche Courant (Hengelo), Noordhollands Dagblad (Hoorn), Het Centrum (Utrecht), De Stem (Breda) oder De Nieuwe Limburger (Maastricht). Während dieser Zeit war Trees dazu noch freiberuflicher Sprecher in den Hörfunkstudios Köln, Aachen, Eupen, Maastricht und Hasselt, leitete von Hasselt aus acht Jahre lang eine wöchentliche Live-Musiksendung für den Zweiten Kanal des Belgischen Rundfunk- und Fernsehsenders (BRT 2) und erarbeitete mehrere 30-minütige Fernsehbeiträge für das ZDF sowie für die Sendung Hier und Heute des WDR. Auch arbeitete er viele Jahre für die Presseagentur Reuters und war zuständiger Korrespondent für den linken Niederrhein.
Im Jahre 1982 wechselte Wolfgang Trees von der AVZ in die Industrie und übernahm bei der Firma RWE Rheinbraun die Abteilungsleitung für innerbetriebliche Kommunikation und die Chefredaktion der firmeninternen Mitarbeiterzeitschrift. Bereits zwei Jahre zuvor gründete Wolfgang Trees zusammen mit seiner Frau den Aachener Triangel-Verlag, um dadurch die Verlegung seiner eigenen Publikationen in eigener Regie organisieren zu können. Seit 1973 schrieb er zahlreiche Bücher mit schwerpunktmäßig regionalem und historischem Hintergrund vor allem über die Zeit der Kriegs- und Nachkriegsjahre und deren Auswirkungen auf die Bevölkerung. Mehr als 26 Bücher und mehr als 200.000 verlegte Einzelexemplare kamen schließlich im Laufe der Jahre zusammen, die er auf zahlreichen Vortragsveranstaltungen der Öffentlichkeit zugänglich machte. Auch war er bekannt als gewissenhafter kritischer Beobachter und Kommentator des Euregio-Rates und des Euregio-Vorstandes der 1971 gegründeten Euregio Maas-Rhein.
Trees gehörte bereits frühzeitig dem Bezirksverband der Aachener Presse im Deutschen Journalistenverband an und war dessen Vorsitzender von 1986 bis 1990 und von 1999 bis 2008. Für seine Verdienste um die deutsch-niederländische Zusammenarbeit wurde Trees 1975 mit dem Ritterkreuz des Ordens von Oranien-Nassau ausgezeichnet sowie 1972 für die beste Reportage mit dem Europapreis der Stadt Lüttich und 1989 für seine redaktionellen und kulturellen Verdienste um das Rheinland mit dem Rheinlandtaler. Für sein Lebenswerk und seine Verdienste um die Region sollte Trees noch mit der Aachener Zeitungsente, dem Journalistenpreis des Bezirksverbandes Aachener Presse, ausgezeichnet werden, jedoch kam es durch seinen unerwarteten Tod aus nicht näher bekannter Ursache am 30. Januar 2009 nicht mehr zu dieser Ehrung.

## Schriften (Auswahl)
- 50mal durch das Dreiländereck; Zeitungsverlag Aachen
- Kaffee, Krähenfüsse und Kontrollen; Zeitungsverlag Aachen, 1976, Sonderdruck,
- Die Amis sind da! – wie Aachen 1944 erobert wurde; Wolfgang Trees/Charles Whiting,  Zeitungsverlag Aachen, 1977, Sonderdruck
- Schlachtfeld Rheinland; Zeitungsverlag Aachen, 1977
- Krieg ohne Sieg – Schicksale in Europa 1935–1945; Zeitungsverlag Aachen, 1978,
- Drei Jahre nach Null – Geschichte der britischen Besatzungszone 1945–1948: ein Bild-Text-Band, Wolfgang Trees/Charles Whiting/Thomas Omansen, Droste, Düsseldorf 1978
- Geliebtes Eupen; Wolfgang Trees/Paul Margraff, Edition Doepgen, Eupen 1978
- Entscheidung in St. Vith : der Untergang der 106. US-Infanteriedivision in der Winterschlacht in den Ardennen; Wolfgang Trees/Charles Whiting, Edition Doepgen, Eupen 1979
- Unternehmen Karneval – der Werwolf-Mord an Aachens Oberbürgermeister Oppenhoff;  Wolfgang Trees, Charles Whiting; Triangel-Verlag, Aachen 1982
- Gute, alte Soers; Triangel-Verlag, Aachen 1987
- Schlachtfeld zwischen Maas und Rhein; Triangel-Verlag, Aachen 1995
- Schmuggler, Zöllner und die Kaffeepanzer – die wilden Nachkriegsjahre an der deutschen Westgrenze; Triangel-Verlag, Aachen 2002
- Hölle im Hürtgenwald – die Kämpfe vom Hohen Venn bis zur Rur September 1944 bis Februar 1945; Wolfgang Trees/Adolf Hohenstein, Shaker Media, Aachen 2008